# توپ را بگیر، توپ را پاس بده
توپ را بگیر، توپ را پاس بده (اسپانیایی: Toca y pasa el balón‎) یک فیلم در ژانر مستند است که در سال ۲۰۱۸ منتشر شد. این فیلم به‌طور عمده بر موفقیت‌های باشگاه فوتبال بارسلونا زیر نظر پپ گواردیولا اشاره دارد که در سال‌های ۲۰۰۸ تا ۲۰۱۲ موفق به کسب ۱۴ جام شد. این فیلم بر اساس کتاب بارسا: ساختن بزرگ‌ترین تیم در جهان ساخته شده‌است.

## داستان
این مستند شامل مصاحبه و تحلیل بازیکنان، مربیان، کارمندان و روزنامه نگاران به همراه فیلم‌های مسابقه است.
این مستند دربارهٔ قهرمانی بارسلونا در لیگ قهرمانان اروپا ۱۱–۲۰۱۰، رقابت شدید با رئال مادرید و سرمربی وقت آن، ژوزه مورینیو، رهایی اریک آبیدال از بیماری سرطان و بازگشت او به فوتبال و تاثیر یوهان کرایف در بارسلونا و سبک بازی آن است. در این مستند کسب اولین جام بین‌المللی بارسلونا، کشف لیونل مسی، روزهای مربی‌گری فرانک ریکارد، انتخاب پپ گواردیولا به‌عنوان مربی و اعلام جدایی او از بارسلونا نشان داده می‌شود و با مصاحبه‌ای با پپ گواردیولا به پایان می‌رسد که در آن گواردیولا نظراتش دربارهٔ حضور چهار ساله اش در بارسلونا را می‌گوید.

## عرضه
مستند توپ را بگیر، توپ را پاس بده برای نخستین بار در ۹ نوامبر ۲۰۱۸ در تعدادی از سینماهای اسپانیا و انگلستان اکران شد و سپس به‌طور دی‌وی‌دی و دانلود آنلاین در ۱۲ نوامبر ۲۰۱۸ در دسترس قرار گرفت.